# Femtömmad skärlånga
Femtömmad skärlånga (Ciliata mustela (L.)) är en fisk i familjen lakefiskar.

## Synonymer[1]
| Vetenskapligt namn   | Auktor             |
| -------------------- | ------------------ |
| Gadus mustela        | L. 1758            |
| Enchelyopus mustela  | (L.) 1758          |
| Gaidropsarus mustela | (L.) 1758          |
| Motella mustela      | (L.) 1758          |
| Onos mustela         | (L.) 1758          |
| Ciliata glauca       | Couch 1832         |
| Chouchia glauca      | (Couch) 1832       |
| Couchia minor        | Thompson 1839      |
| Motella argenteola   | Duben & Koren 1846 |
| Moivella borealis    | Kaup 1858          |

## Etymologi
- Ciliata kommer av latin cilium = ögonlock
- Glauca, latin = blågrå eller grön

## Utseende
Den femtömmade skärlångan har två ryggfenor. Den främre har kort längd och mycket låg höjd. Den främsta fenstrålen är emellertid kraftigt förlängd, ungefär lika hög som den bakre ryggfenan. Denna är mycket lång och når nästan ända till stjärtfenan. Även analfenan är relativt lång, omkring halva kroppslängden. Färgen är brunaktig, buken är ljusare. Kroppen är långsträckt, med fem skäggtömmar på det korta huvudet; en under hakan och fyra på nosens ovansida. Fisken blir upp till 25 centimeter lång.

## Utbredning
Den femtömmade skärlångan förekommer i östra Atlanten från Islands sydkust och längs norska kusten runt Brittiska öarna och från franska Atlantkusten upp till Spaniens och Portugals atlantkust. Går in i Skagerack och Kattegatt och sällsynt till södra Öresund.

## Vanor
Den lever vid bottnen på grunt vatten, upp till 25 meters djup, på tångbeväxta bottnar. Den föredrar hårda bottnar, men förekommer även på sand- gyttje- och grusbottnar.
Fisken lever främst på små kräftdjur, men kan även äta alger, blötdjur, mindre leddjur samt undantagsvis småfisk. Den kan bli upp till 3 år gammal.
Den femtömmade skärlångan leker under våren. De små äggen är pelagiska. Den leker även i Sverige.

## Bygdemål[4]
| Namn     | Trakt    |
| -------- | -------- |
| Sjövesla | Bohuslän |
| Permuck  | Bohuslän |